# Албан Бекірі
Албан Бекірі (28 червня 1994, Пука) — албанський професійний боксер, призер чемпіонату світу серед аматорів.

## Аматорська кар'єра
На Європейських іграх 2015 програв у першому бою Адаму Нолану (Ірландія).
На Європейських іграх 2019 програв у другому бою Василю Білоусу (Молдова).
На чемпіонаті світу 2021 завоював бронзову медаль, ставши першим албанським боксером-призером чемпіонату світу.
- У 1/32 фіналу переміг Бонифація Майна (Кенія) — 5-0
- У 1/16 фіналу переміг Саймонаса Баніса (Литва) — 5-0
- У 1/8 фіналу переміг Едуардо Бекфорда (Домініканська республіка) — 4-1
- У чвертьфіналі переміг Зеяда Ишаіша (Йорданія) — 4-1
- У півфіналі програв Вадиму Мусаєву (Росія) — 0-5

На чемпіонаті Європи 2022 програв у першому бою Гарану Крофту (Уельс).
На Європейських іграх 2023 здобув дві перемоги, а у чвертьфіналі програв Ніколаю Тертеряну (Данія).
На чемпіонаті Європи 2024 здобув дві перемоги, а у чвертьфіналі програв Тугрулхану Ердеміру (Туреччина).

## Професіональна кар'єра
2019 року дебютував на професійному рингу. Впродовж 2019—2024 років провів 10 переможних боїв.